# Acrostichus brevicauda
Acrostichus brevicauda (syn. Loxolaimus brevicauda) is een rondwormensoort. De wetenschappelijke naam van de soort is voor het eerst geldig gepubliceerd in 1951 door Schuurmans Stekhoven.